# 응우옌푹미엔응우
응우옌푹미엔응우(베트남어: Nguyễn Phúc Miên Ngụ / 阮福綿寓 완복면우, 1833년 4월 29일 ~ 1847년 3월 20일)은 응우옌 왕조의 황족이다. 민망 황제의 64번째 아들로, 생모는 귀인(貴人) 레티록(黎氏祿)이다. 진변군공(鎭邊郡公) 응우옌푹미엔타인, 풍국공(豐國公) 응우옌푹미엔끼엔과 동복형제 사이이고, 화미공주(和美公主) 응우옌응옥짱띤, 황녀 응우옌응옥냔찐과 동복남매 사이이다.

## 생애
민망 14년 음력 3월 10일(1833년 4월 29일), 후에 황성에서 태어났다.
티에우찌 7년 음력 2월 4일(1847년 3월 20일), 사망하니 향년 15세였다.
뜨득 20년(1867년), 전친사(展親祠)에 열사(列祀)되었다.
함응이 원년(1885년) 가을, 친훈사(親勳祠)에 합사(合祀)되었다.

## 자녀
티에우찌 5년(1845년) 음력 7월, 치(豸) 자부(字部)를 하사받아 후예들의 이름을 짓도록 하였으나, 자식이 없었다.

## 참고 문헌
- 《대남식록》정편(正編) 열전(列傳) 2집(二集) 권7(卷七)
- 《완복족세보(阮福族世譜)》